# 釜屋電機
釜屋電機株式会社（かまやでんき）は、神奈川県大和市に本社を構える抵抗器、ヒューズなどの電子部品を主に開発、製造、販売している企業である。

双信電機株式会社、日通工エレクトロニクス株式会社、松尾電機株式会社を傘下に持ち、Walsin（中国語: 華新麗華）グループが展開しているPSA(PASSIVE SYSTEM ALLIANCE)の一員である。

## 沿革
- 1957年10月15日 - ソリッド抵抗器専門メーカーとして設立
- 1969年11月 - 北海道空知郡奈井江町に北海道奈井江工場を設立
- 1986年８月 - 三菱鉱業セメント株式会社と資本提携、子会社となる
- 2006年4月 - 台湾 Walsin（中国語: 華新麗華）が株式を85.8%取得
- 2007年3月 - Walsinが完全子会社であるGallatown Developments Limited（開曼華新科技有限公司）に株式譲渡
- 2007年 - Walsinより株式譲渡を受けて日通工エレクトロニクスを子会社化
- 2021年3月 - 三菱マテリアルがGallatownに対して、所有していた株式の全て（議決権割合の10％相当）を譲渡[3]
- 2022年1月 - 松尾電機の第三者割当増資を引き受け、持分法適用会社化
- 2024年7月 - 双信電機を完全子会社化

## 主な製品
- チップ抵抗器
- チップヒューズ
- 静電気対策部品(ESDサプレッサ)
- アッテネータ

## 拠点
- 本社 - 神奈川県大和市
- 物流センター - 神奈川県大和市
- 大阪営業所 - 大阪府大阪市淀川区
- 北海道奈井江工場/北海道研究所 - 北海道空知郡奈井江町
- KAMAYA ELECTRIC (H.K.) LTD. - 香港
- KAMAYA ELECTRIC (M) SDN. BHD. - マレーシア
- KAMAYA INC. (SALES OFFICE AND WAREHOUSE) - 米国インディアナ州
- KAMAYA INC. (SAN DIEGO SALES OFFICE) - 米国カリフォルニア州サンディエゴ
- KAMAYA INC. (EL PASO WAREHOUSE) - 米国テキサス州

## 資本関係
- 台湾 Walsin（中国語: 華新麗華） - 釜屋電機の株式100%を実質的に保有する親会社
- 双信電機株式会社 - 100%の株式を保有する釜屋電機の子会社[4]
- 日通工エレクトロニクス株式会社 - 70%の株式を保有する釜屋電機の子会社[5]
- 松尾電機株式会社 - 26.19%の株式を保有する釜屋電機の持分法適用会社[6]